# Getijdenboek in de volkstaal

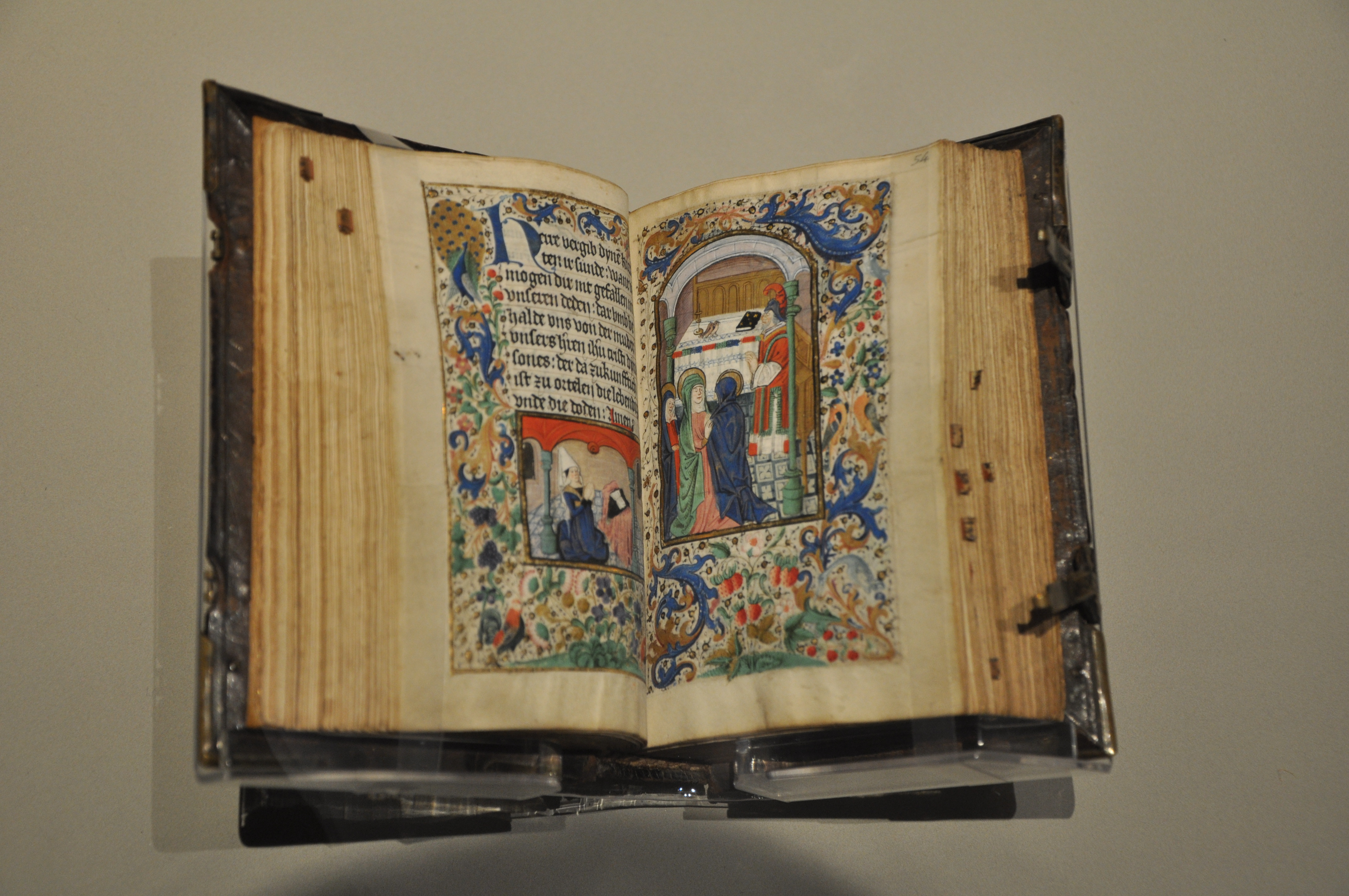
Getijdenboek uit de Nederlanden 1480-1490.

Een Getijdenboek in de volkstaal is een gebedenboek, dikwijls bestemd voor het gebruik door leken, dat populair werd in de 15e eeuw en, dat in tegenstelling tot de vroegere versies, niet in het Latijn maar in de volkstaal werd opgesteld. Er zouden meer dan 900 getijdenboeken in het Middelnederlands bewaard zijn.

## Geschiedenis
De klassieke getijdenboeken die ontstonden in het begin van de 14e eeuw uit het brevier van de clerus waren in het Latijn gesteld, de taal van de kerk en van de eredienst. Hooguit werden enkele rubriceringen en enkele bijzondere gebeden in een andere taal toegevoegd, in de Nederlanden meestal in het Frans, de taal van de adel.
Vanaf het laatste kwart van de 14e eeuw kent het getijdenboek in het Middelnederlands een steile opgang, er werden er duizenden van gemaakt. Het getijdenboek in de volkstaal was trouwens een fenomeen dat zich beperkte tot het Nederlandse taalgebied en dan vooral tot de noordelijke Nederlanden. Buiten enkele exemplaren in het Nederduits zijn getijdenboeken in de volkstaal in andere taalgebieden uiterst zeldzaam.

## De Tekst

Miniatuur bij het begin van de Boetepsalmen uit een getijdenboek in het Middelnederlands bewaard in het Museum Catharijneconvent, Inventaris nummer: OKM h1

### Geert Grote-vertaling
Geert Grote zou tussen 1380 en 1384 een aantal “devotieboekskens” vertaald hebben van het Latijn naar het Middelnederlands, in de periode dat hem verboden was te prediken door bisschop Floris van Wevelinkhoven. Er kan nergens bewijsmateriaal worden gevonden over welke getijden Geert Grote zelf vertaald heeft en welke vertalingen afkomstig zijn van zijn opvolgers, de “Moderne devoten” en van de grote promotoren van het getijdenboek in de volkstaal, de “Congregatie van Windesheim”.
Biografen en tijdgenoten van Geert Grote geven ook geen uitsluitsel, Thomas a Kempis (ca. 1380 -1472) noemt in zijn “Vita Gerardi Magni” (Het leven van Geert Grote) alleen specifiek de Mariagetijden en voor het overige spreekt hij van de ‘gebruikelijke” gebeden. Volgens Petrus Horn (1424-1479) zou het gaan om het Mariagetijde, de getijden van de Heilige Geest, Het Heilig Kruisgetijde, de Boetepsalmen en de Vigilie van de doden. Horn heeft het ook over glossen. Rudolf Dier van Muiden (1384-1458) vermeldt het Mariagetijde, de Boetepsalmen en de Vigilie van de doden en ook Dier spreekt over glossen. Deze laatste vermeldt trouwens ook dat Geert Grote de litanie zelf had samengesteld. Johannes Busch (1399-1480) vermeldt de Mariagetijden, die van de H. Geest en van de Eeuwige Wijsheid, de Boetpsalmen en de Vigilie.

### Het Munsters handschrift
In een handschrift van de Paulinische Bibliotheek in Munster staat aan het eind van de vigilie de volgende tekst:
"Hier ghaet wt die vigilie ouergheset wt den latine in duusche van meister gheride den groten. Ende waert gheeindet doemen screef. Mo CCCo ende. XCVIIJ. des saterdaghes na sunte pawels bekeringe des god ghelouet si in ewicheit . vor weliken scrijver ic beghere werden ghebeden op dat ons god alle moet bekeren. Amen"
Dit naschrift, op het einde van het originele handschrift, bevestigt de eerder geciteerde uitspraken van Geert Grotes biografen. Het Munsters handschrift, dat slechts enkele jaren jonger was dan de vertaling van Geert Grote, zal waarschijnlijk zeer dicht aanleunen bij de originele vertaling. In dit handschrift werden ook talrijke glossen geschreven, die door de vertaler als toelichting bij moeilijk verstaanbare teksten werden toegevoegd. Ook dit wijst, rekening houdend met de opmerking over glossen van Dier en Horn, in de richting van Geert Grote.
Het Munsterse handschrift is waarschijnlijk in Noordoost-Nederland geschreven. Uit analyse bleek dat er drie ‘handen’ bij het schrijven van de codex betrokken waren. A schreef van folio 1 tot 180, B van folio 181 tot 220 en C van 221 tot 303.
Het Munsterse handschrift bevat de volgende teksten
- f1r-77v Mariagetijden met proloog
- f78r-92r De zeven boetepsalmen
- f92r-107v Litanie
- f107v-112v Korte getijden van het H. Kruis, aan het einde ontbreken enkele bladzijden,
- f113r-148v Getijden van de Eeuwige Wijsheid,
- f149r-180v Getijden van de Heilige Geest,
- f181r-220v Lange getijden van het Kruisgetijden
- f221r-302v Vigilie met proloog,
- f302v-303r Naschrift hierboven vermeld
- f303v Later bijgeschreven gebed.

Zoals de meeste Middelnederlandse handschriften bevat het Munsters handschrift geen evangelieteksten en ook de gebeden tot de Heilige Maagd “Obsecro te” en “O intemerata”, die in de meeste Latijnse getijdenboeken voorkomen, ontbreken hier. Ook de kalender ontbreekt, maar dit is zeker niet typisch voor Middelnederlandse getijdenboeken, in de meeste komt wel degelijk een kalender voor.

## Inhoud van getijdenboeken

### Inhoud
De gebruikelijke inhoud van een getijdenboek is als volgt:
- De kalender
- Lezingen uit het evangelie[8]
- Obsecro te en O intemerata
- De getijden van Onze Lieve Vrouw
- De getijden van het Heilig Kruis
- De getijden van de Heilige Geest
- De zeven Boetepsalmen en de Litanie
- Officie van de doden
- Gebeden tot de heiligen
- Diverse gebeden

Een getijde begint normaal met enkele vaste psalmverzen en de hulde van de Drievuldigheid. Dan volgen één of meer psalmen uit het Psalmenboek van het oude testament. De psalmen worden voorafgegaan en/of gevolgd door antifonen. Vervolgens komt een lezing uit de schrift (les of kapittel) op zijn beurt gevolgd door een beurtzang (vers en respons). Het wordt afgesloten door een gebed (collecta of oratio) en een slotdialoog met enkele vaste verzen. Maar de inhoud van getijdenboeken en de volgorde van de verschillende secties is heel erg variabel, er wordt weleens gezegd dat er geen twee identieke getijdenboeken bestaan.
Volgens R. van Dijk is de (bijna) standaard volgorde voor Nederlandstalige getijdenboeken: Kalender, Mariagetijden, Boetepsalmen en Litanie en Officie van de doden. De andere getijden worden meestal tussen de Mariagetijden en de Boetepsalmen gevoegd. Het meest frequent komen dan de ‘Getijden van de Eeuwige wijsheid’ na het Mariagetijde, gevolgd door de Kruisgetijden en de Heilige Geest getijden.

### Gebruik
Het getijdenboek is ontstaan uit het breviarium of brevier, het gebedenboek voor de clerus. Voor het Concilie van Trente (1545 – 1563) kon elke bisschop het Breviarium opstellen of aanpassen voor zijn eigen diocees en dit werd ook bijna overal gedaan, elke kloosterorde en elk bisdom had zijn eigen Breviarium, vandaar de term ‘voor gebruik in ....’. Dit “gebruik” of de “usus” werd doorgetrokken naar de getijdenboeken.
Pius V (paus van 1566 tot 1572) maakte het gebruik van het Breviarium ‘ad usum Romanum’ verplicht behalve voor die Breviaria die een staat van dienst van meer dan 200 jaar hadden. De Romeinse invloed heeft echter bijna alle andere vormen doen verdwijnen en is het universele type geworden. Alleen officies voor bisdom gebonden heiligen zijn bewaard gebleven, maar in de oude handschriften die trouwens nagenoeg allemaal dateren van voor het concilie, vindt men dus nog verschillen in de volgorde van de gebeden in functie van de “usus”.
De getijdenboeken in het Middelnederlands worden bijna steeds beschreven als zijnde volgens het gebruik van het bisdom Utrecht. Maar ook dit staat ter discussie. Sommigen zeggen dat er geen Utrechts gebruik bestaat omdat er geen enkel Latijns getijdenboek is gevonden volgens Utrechts gebruik, anderen hebben later wel een dergelijk Latijns getijdenboek ontdekt, maar de daarin gebruikte gebeden stemmen dan weer niet overeen met de versie van Geert Grote. Op de ‘Tutorial’ van het Center for Håndskriftstudier i Danmark wordt de inhoud van getijdenboeken in functie van de “usus” uitgebreid behandeld.

## Afwijkingen van de Geert Grote-vertaling

### Getijden van de Eeuwige Wijsheid
In Latijnse getijdenboeken komen deze getijden niet voor, men treft ze alleen maar aan in Middelnederlandse en Nederduitse getijdenboeken. De getijden van de Eeuwige Wijsheid werden door Geert Grote vertaald uit de “Cursus de Aeterna Sapientia” van de dominicaan Heinrich Seuse. Deze getijden maakten deel uit van de Horologoium Sapientiae. Ook deze vertaling kan niet met zekerheid worden toegeschreven aan Geert Grote, maar het feit dat ze alleen voorkomt in het gebied waar de Windesheimse Congregatie actief was, wijst wel in die richting.

### De Litanie
De litanie is een aanroeping van God en al zijn heiligen die in getijdenboeken, zowel de Latijnse als de Middelnederlandse na de zeven boetepsalmen worden gebeden. De litanie begint met het Kyrie. Daarna worden de vader, de zoon en de heilige geest aanroepen, gevolgd door de heilige maagd Maria, de aartsengelen en engelen.
De heiligen die dan volgen worden onderverdeeld in categorieën volgens de kerkelijke hiërarchie. Eerst komen de apostelen, evangelisten en leerlingen van Christus. Ze worden gevolgd door de onnozele kinderen. Daarna komen de martelaren met St. Steven als eerste. Vervolgens zijn de belijders aan de beurt met normalerwijze St. Silvester als eerste. De belijders zijn gerangschikt volgens functie: pausen, doctors, bisschoppen, abten, priesters, monniken etc. Na een algemene aanroeping van monniken en heremieten volgen de vrouwelijke heiligen waar normalerwijze de vrouwen die een rol speelden in het leven van Christus vooraan komen.
In sommige litanieën wordt aan de apostelen en leerlingen soms een lokale bisschop toegevoegd. De lijst van de belijders is meestal het interessantste gedeelte omdat ze wordt aangevuld met lokale heiligen die elders niet of minder bekend zijn. Ook de volgorde kan een aanduiding zijn voor het diocees waarvoor het getijdenboek bestemd was in die zin dat de lokale heiligen vooraan komen te staan. Zo zal men bijvoorbeeld in getijdenboeken voor het diocees Utrecht bijna steeds St. Martijn vinden die St. Silvester voorafgaat. De lijst van de maagden wordt soms uitgebreid met de deugden (geloof, hoop, naastenliefde en wijsheid).
Na de aanroeping van de heiligen komt een reeks gebeden tot God waarin gesmeekt wordt de gelovige te vrijwaren van allerhande kwaad en bekoringen. In deze serie gebeden zijn er 32 tussengevoegd goor Geert Grote die niet in de Romeinse usus zijn terug te vinden. Ze worden ingelast tussen de gebeden ‘Van dinen toorn verlos ons Heer” en “Van onsen groten sonden verlos ons Heer”. In een onderzoek van 143 Middelnederlandse handschriften kwam deze tussenvoeging voor in 36 ervan.

### Vigilie van de doden
Dit onderdeel wordt soms ook de “Vigilie van negen lezingen” genoemd. Het is terug te vinden in elk getijdenboek en werd ook overgenomen uit het Breviarium. Oorspronkelijk was de dodenvigilie bedoeld als uitvaartdienst voor een medebroeder in een kloostergemeenschap. Vigilie komt van het Latijn vigilia 'de wacht (houden)' en de vigilie van de dode was dus de dodenwake bij het stoffelijk overschot van de overleden medebroeder. Die wake begon op de avond voor de begrafenis en duurde de ganse nacht. In het brevier bestond de vigilie dan ook uit gebeden voor de vespers, metten en lauden. In het getijdenboek in de volkstaal werden alleen de metten en de lauden bewaard.
In de Latijnse getijdenboeken worden in de metten een aantal psalmen gevolgd door drie nocturnes. De nocturnes zijn dan weer samengesteld uit telkens 2 psalmen en 3 lessen of lezingen. De negen lessen komen uit het Bijbelboek Job. In de Geert Grote-versie komt de negende les uit de brieven van Paulus aan de Korintiërs (1,15:19-28).

### Windesheimse versie
Aan enkele verschillen in de tekst is de “Windesheimse versie” van omstreeks 1400 te herkennen:

#### Lessen in de Mariagetijden
Het Mariagetijde heeft normaal de volgende samenstelling:
- Domine labia mea aperies…
- Invitatorium
- Psalm 94 & hymne
- 1 of 3 nocturnes
- 1 (soms 4) groep(en) van 3 lezingen of lessen

Geert Grote heeft bij zijn vertaling de tweede en de derde lezing verwisseld ten opzichte van de gebruikelijke volgorde. Deze “fout” werd in de Windesheimse versie gecorrigeerd.

## Handschriften
- Brusselse handschrift Brussel, Koninklijke Bibliotheek, 3040
- Getijdenboek naar Geert Grote, s'Heerenberg, Stichting Huis Bergh, HS05
- Getijdenboek van de Meester van Catharina van Kleef en Lieven van Lathem, Den Haag, Museum Meermanno
- Getijdenboek door Antonnis Rogiersz. Uten Broec, ca. 1450, Utrecht, Universiteitsbibliotheek, Hs. 5 J 27
- Getijdenboek door de Meesters van Zweder van Culemborg, ca. 1425-1430, Utrecht Universiteitsbibliotheek, Hs. 16 B 8
- Haagse handschrift, ’s-Gravenhage Nationale bibliotheek HS. 133 E21
- Middelnederlands getijdenboek, Diocesane- en Dombibliotheek Keulen, Codex 1117 Zoek naar Codex 1117
- Münchens handschrift, München, Staatsbibliothek, Codex germ. 185
- Munsters handschrift, Munster, Paulinische Bibliothek Codex hs. 419 (783)